# Hlavologie
Hlavologie je fiktivní filozofie v knihách o Zeměploše od Terryho Pratchetta.
V principu je hlavologie o přístupu k magii. Její objevitelkou a nejvýznamnější propagátorkou je Bábi Zlopočasná z hor Beraní hlavy.
Základní teze hlavologie je postavena na tvrzení, že lidé nevidí to, co ve skutečnosti je, ale upravují si svůj vjem podle svých představ a vžitých zvyklostí. Šikovná čarodějka tudíž nemusí ani kouzlit, stačí jen hlavologii používat (např. lidé nikdy neuvěří, že jste čarodějka, pokud nevypadáte tak, jak si čarodějku sami představují; pokud tak ovšem vypadáte, nemusíte ani umět čarovat).
Na hlavologii je postaveno také léčení různých nemocí. Pacientovi je předložena např. voda s brusinkovou šťávou, ale je mu řečeno, že se jedná o měsíční svit rozpuštěný ve vílím víně. Pokud je totiž pacient ve své hlavě přesvědčen, že se díky tomuto „léku“ vyléčí, pak se skutečně vyléčí. (Díky hlavologii se dají léčivé účinky jakéhokoliv léku podstatně zvýšit, bude-li se tvrdit, že se vyrábí ve Švýcarsku).
Hlavologie pracuje i s lidskou představivostí. Nemusíte nutně lidem nic udělat, stačí je přimět, aby si dokázali sami představit, co by se jim mohlo stát, pokud vám nevyjdou vstříc.
Mezi zásadní nevýhody hlavologie patří, že působí pouze na lidi. Na zvířata či věci nefunguje.